# Club Deportivo Linares
El Club Deportivo Linares fue un equipo de fútbol situado en la ciudad de Linares, en la provincia de Jaén (Andalucía, España), que existió desde 1990 hasta 2009.
El club se fundó en 1990 a partir de la desaparición del Linares Club de Fútbol, y durante la mayor parte de su historia se mantuvo en Segunda División B, luchando por ascender a Segunda División. Después de atravesar dificultades económicas y acumular una deuda de 1,5 millones de euros, el equipo fue disuelto. Su sustituto es el Linares Deportivo.

## Historia
Antes de la creación de este equipo, la ciudad de Linares contó con hasta 10 equipos diferentes a lo largo de su historia, siendo el último de ellos el Linares Club de Fútbol creado en 1960. Sin embargo, ese club terminó desapareciendo por impago a sus jugadores y deudas económicas, lo que obligó a la ciudad linarense a crear un nuevo equipo de fútbol que llamó Club Deportivo Linares. La nueva formación comenzó su andadura en las categorías regionales andaluzas, y consiguió su ascenso a Tercera División española en 1994.
Desde un principio, el objetivo del Linares fue conseguir el ascenso a Segunda División B, y durante toda su andadura por Tercera terminó en las posiciones altas de la tabla, con un primer puesto en la campaña 1997/98. Sin embargo, no logró subir a la categoría de bronce del fútbol español hasta la temporada 1999/2000, cuando el equipo terminó segundo en la liga regular y batió al Mérida Promesas, Club Polideportivo Villarrobledo y Racing Club Portuense. En su temporada de debut en Segunda B, el Linares descendió a Tercera al terminar en decimoctava posición.
En 2002, el Linares volvió a rubricar su ascenso a Segunda B después de terminar como líder la liga regular y derrotar al Recreativo de Huelva "B". En la categoría de bronce el equipo trató de hacerse un hueco, y en su primer año tuvo que vencer en un partido por la permanenciea frente al UP Langreo. Pero no fue hasta el año 2005/06 cuando el Linares pudo alcanzar mayores cotas, y se clasificó para los playoff por el ascenso a Segunda B. Desde 2006 hasta 2008 los "azulillos" terminaron en posiciones de ascenso, aunque cayeron frente a UD Las Palmas, Racing de Ferrol y Zamora CF respectivamente.
A pesar de que la situación deportiva era bastante buena, la entidad volvió a atravesar dificultades económicas derivadas de una mala gestión, por la que la plantilla y cuerpo técnico dejaron de percibir sus nóminas. En agosto de 2008 la entidad se declaró en concurso de acreedores, y los problemas financieros de la entidad afectaron al terreno deportivo, con un equipo que finaliza la campaña 2008/09 en decimocuarto lugar. Con una deuda de 1,5 millones de euros, el alcalde de Linares anunció la desaparición del equipo el 20 de julio de 2009, certificada definitivamente el 3 de septiembre de ese mismo año.
Tras la desaparición, los aficionados de Linares organizaron un nuevo equipo, la Asociación Deportiva Linares, que tomó el testigo del equipo desaparecido. Aunque trataron de comprar una plaza en Tercera División, el Linares tuvo que comenzar su andadura desde Primera Provincial.

## Escudo
El escudo del CD Linares, muy similar al del Linares CF, tiene forma de rombo cortado por la mitad y abombado levemente hacia fuera en los laterales. Está dividido en diagonal por una franja roja con el nombre "C.D. Linares". En la parte superior izquierda, de color azul, se encuentra el interior del escudo de la ciudad, en el cual se representa la antigua fortaleza de Linares, mientras que en la inferior derecha de color blanco se encuentra un balón de reglamento.

## Uniforme
- Uniforme titular: Camiseta azul, pantalón blanco y medias azules.
- Uniforme suplente: Camiseta negra, pantalón negro y medias negras.

## Estadio
El campo donde el Club Deportivo Linares disputaba sus partidos como local era el Estadio Municipal de Linarejos. Dicho campo, abierto en 1956, fue a su vez la antigua casa del Linares CF y el nuevo estadio de la AD Linares.
El campo tiene capacidad para 10 000 espectadores, sus dimensiones son de 107x70 metros, y tiene césped natural.

## Datos del club
- Temporadas en 1.ª: 0
- Temporadas en 2.ª: 0
- Temporadas en 2ªB: 8
- Temporadas en 3.ª: 7
- Mejor puesto en la liga: 2º (Segunda división B, 2006/07 y 2007/08)
- Peor puesto en la liga: 18º (Segunda división B, 2000/01)

## Entrenadores
| Entrenador                | Periodo                                 |
| ------------------------- | --------------------------------------- |
| Julio Fernandez Chicote   | 1992/1993                               |
| Fernando Hoya             | 1993/1994 1994/1995                     |
| José Luís Sánchez Amezcua | 1997/1998 1998/1999                     |
| José Antonio Sosa Espinel | 1999/2000 2000/2001                     |
| José Antonio Fernández    | 2000/2001                               |
| Miguel Rivera             | 2001/2002 2002/2003                     |
| Roberto Romero            | 2002/2003 2003/2004                     |
| Quero                     | 2003/2004                               |
| Antonio “Nené” Montero    | 2003/2004                               |
| Vázquez Bermejo           | 2004/2005                               |
| Eduardo Vilches           | 2004/2005                               |
| Pedro Braojos             | 2004/2005 2005/2006 2006/2007 2007/2008 |
| Manolo Tome               | 2008/2009                               |
| Rafael Román              | 2008/2009                               |

## Palmarés

### Trofeos oficiales
- Tercera División de España (2): 1997-98 (Gr. IX), 2001-02 (Gr. IX).
  - Subcampeón de Tercera División de España (1): 1999-00 (Gr. IX).
- Copa RFEF (Fase Autonómica Andalucía Occidental y Ceuta): (1) 2007-08

### Trofeos amistosos
- Trofeo Ciudad de Linares  (8) : 1991, 1992, 1997, 1998, 2000, 2004, 2005, 2007
- Trofeo Puerta de Toledo (Ciudad Real) (1): 2006.